# 点穴术
点穴术是中国武术中通过对穴位的打击以达到击败对手的一种功夫。对于点穴术是否真实存在，一直以来都充满了争议，至今还没有可靠的报道对这种功夫进行严格的检验。而武侠小说中对于点穴术的夸张描写，更增加了它的神秘性。
《少林拳术秘诀》称张三丰发明七十二穴点按术，又称内家拳高手张全一创明点穴法。黄宗羲《王征南墓志铭》也有记载王征南“凡搏人皆以其穴”。在清代，傳說白蓮教的拳師點穴道能使人癱瘓。还有说法称李小龙逝世前不久，也开始醉心于点穴术。
在许多武术著作中，常把点穴术分為武術與藥物两种。武術中又分為接觸身體穴位的重擊與氣功近身或隔空點穴；藥物點穴則是把經提煉麻痺穴位的藥物藏在指甲中，經皮膚接觸把藥物掐入。但是所谓隔空点穴一般被认为缺乏依据。

## 理论基础
点穴术的理论基础是中医的经络学说。中医学认为人体有十二正經、奇经八脉，其上遍布穴位，常用者大约有360多个。此外还有经外奇穴若干。根据中医学的观点。穴位是经络、脏腑气血的交汇之处，对穴位进行刺激，可以影响气血的运行，导致脏腑功能的破坏。《灵枢·经脉》上说：“经脉者，所以能决生死，处百病，调虚实，不可不通。”
当然，点穴术所打击的部位还包括了皮肤表层的敏感神经、神经丛（急所術）、重要血管、骨缝等人体薄弱部位。
在技击理论上，点穴术中所使用的一个重要理论就是中医针灸中的子午流注法。该理论认为人体气血运行到某个穴位是按照一定的时间规律的。因此，根据子午流注方法推算出某个时间所应该击打的穴位，可以更有效的达到技击的效果。

## 点穴术中的穴位
点穴术中所击打的穴位和中医里的穴位在数量上要少许多。而各家论述又有所不同。《少林拳书秘诀》记载，张全一点穴术“实只三十六手。其中软麻穴九，昏眩穴九，轻穴和重穴各九。”赵廷海《救伤秘旨》则记载有108穴。“内七十二穴不致命，不具论。其三十六大穴，俱致命之处。”

## 练习方法
点穴术的具体练习方法如同其他许多中国武术一样，缺少完整的文字材料，许多关键性的问题仍然是师徒之间口耳相传（这里的前提是点穴术的确真实存在）。
中国武术中的点穴术的点穴取穴和中医家一样，都是依据针灸铜人。而在实际的练习当中，多用木人，把穴位标记在上面，进行练习。《少林点穴法》记载：“取较坚硬的木材抛光，制一木人，身上先绘标出某一经的诸穴，循其经络点其穴位。初艺成，另换一经，依上法习之。依次增加。将人身全部穴位练熟后，可合并通练。”
由于穴位面积很小，因此打击时多用指，偶尔也用拳、肘、膝等。因而指法的练习成为了点穴术必不可少的一环。
此外，武术器械中的判官笔、铁扇, 劍術等也有点穴的作用。另外还有传闻中的暗器点穴。

## 对点穴术的怀疑
点穴术的理论基础——经络和穴位本身，在目前的科学上还是一个有待证实的问题，而关于点穴术的各种神奇的传闻更是让人对他的真实性产生怀疑。武术家赵道新对此就持怀疑态度，他认为“据我所知，古今中外还未有一名点穴师或一种点穴术经过了严格的鉴定和认证。假设点穴学说为真，那么，人与人在游戏竞技或角斗厮杀时，必然存在有意无意的偶然击中穴道上的那个东西的可能性。我从拳一生....在数不清的格斗中为点穴术碰巧灵验创造了如此大的机会，然无论直接经验或间接经验....没有一宗事件可能证实点穴的说法。”他认为这要么是点穴术是假的，要么点穴术的命中成功率极低。尤其是在格斗中，双方都处在不断运动变化的过程中，此时打击面积及其小的穴位命中的几率实在太低。現在還有另外一種從國外傳過來的點穴術：急所術（きゅうしょじゅつ，Kyūshojutsu），這是一種古老神秘的技巧和知識，以攻擊對方的神經叢來擊倒對方。在古代沖繩島民為了能夠抵抗武士的攻擊，於是他們發展出了急所術，用來抵抗那些更厲害有武器的敵人們。從解剖學的角度來解釋要怎麼經過神經系統來影響肌肉組織與肌腱韌帶且能造成心臟停止又不會在脖子上落下痕跡，如果掌握一個關鍵其他知識就源源不絕的冒出來，所以研究急所術永遠不會有盡頭。

## 文学描写中的点穴术
在很多的武侠小说和功夫片中都有对于点穴术的神奇描述。被点中穴位的人重则毙命，轻则伤残。此外还可以封住穴道，使人不能动弹。另外还有各种解穴手法的描述。